# 八所口岸
八所口岸是中国海南省对越南边境贸易的主要口岸，位於東方市八所镇八所港。因和越南进行边境贸易，以及琼越当地的热带雨林气候，该口岸的出入境人员检疫工作对于防止有害生物入境有十分重要的作用。海關的業務管轄區域為東方市、昌江、白沙等縣。